# Zeuxia fuscinervis
Zeuxia fuscinervis är en tvåvingeart som beskrevs av Egger 1865. Zeuxia fuscinervis ingår i släktet Zeuxia och familjen parasitflugor.
Artens utbredningsområde är Österrike. Inga underarter finns listade i Catalogue of Life.